# Bitva u Liberce
Bitva u Liberce byla jedna z bitev sedmileté války, která se odehrála 21. dubna 1757 v okolí dnešního města Liberce (tehdejšího Reichenbergu).

## Příprava

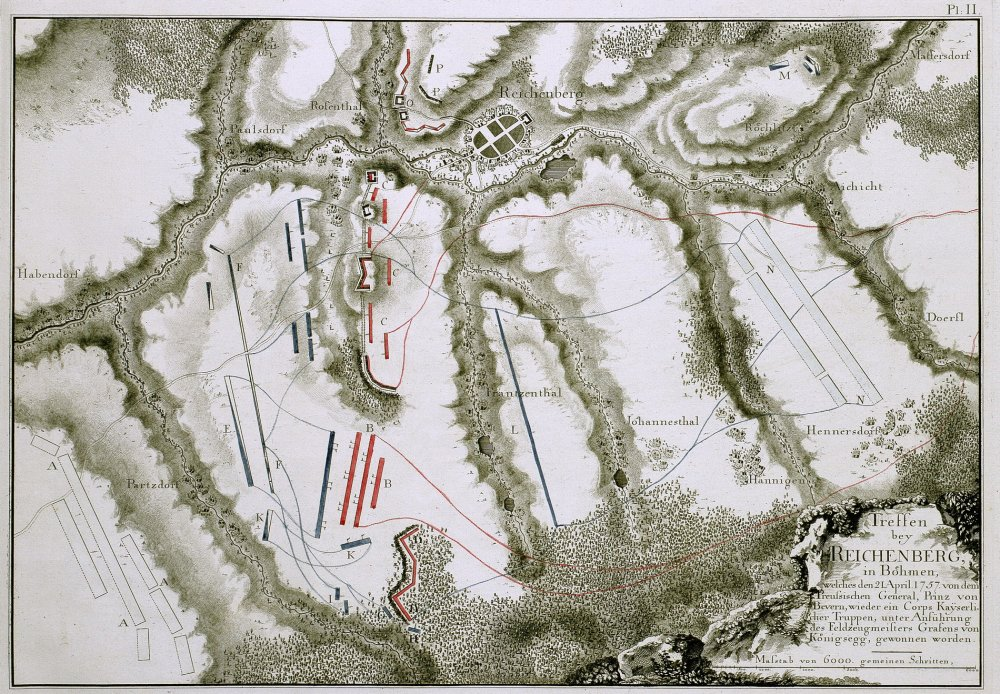
Mapa bitvy u Liberce

V říjnu roku 1756 se po bitvě u Lovosic podařilo pruským vojskům zmocnit téměř celého Saska. Proti nim se podél severočeských hranic rozestavila vojska rakouská a svedla s protivníkem několik šarvátek. Od listopadu se pak rakouské síly začaly opevňovat také v Liberci, kde se usadily na pravém břehu Nisy a za pomoci místních obyvatel zbudovaly řadu opevnění. Nejsilnějším z nich byla pozice artilérie na Keilově vrchu.
V dubnu roku 1757 tak proti sobě stála přibližně dvacetitisícová pruská armáda utábořená kolem Žitavy pod velením vévody Augusta Wilhelma Braunschweig-Beverna a rakouské sbory v okolí Liberce a Jablonného čítající na 26 000 mužů. Rakušané pod velením polního maršála Lascyho stáli podél Nisy: pravé křídlo od Keilova vrchu (dnes část Nové Město) směrem do Ruprechtic až k dnešnímu kostelu Matky Boží U Obrázku, slabší levé křídlo se táhlo planinou mezi Františkovem a Růžodolem až někam do prostoru dnešních Karlinek. Podle rakouského plánu měly zasáhnout pruský týl výpadem přes Chrastavu oddíly maršála Maquira dislokované za Ještědským hřebenem o síle zhruba 10 000 mužů.
Pruská vojska překročila hranice 20. dubna 1757 a postupovala proti proudu Nisy, po cestě obsadila Hrádek nad Nisou, Grabštejn a Chrastavu a do večera pronikla až k Horní Suché. Před rozbřeskem tak proti sobě stálo asi 16 000 pruských a přibližně 10 000 rakouských vojáků levého křídla podporovaných dalšími 7 000 vojáky křídla pravého pod velením hraběte Lascyho.

## Průběh bitvy
Bitvu samotnou zahájili Prusové útokem proti levému rakouskému křídlu, když překročili pomocí dvou provizorních brodů Ostašovský potok a přiblížili se až k rakouské linii. Tu prolomilo 15 švadron pruských dragounů, kteří navíc zahnali rakouskou jízdu až k Františkovu. Přitom se však pruská jízda příliš vzdálila od vlastní pěchoty a ocitla se mimo její podporu. Rakouským granátníkům z úbočí Ještědu se této chyby podařilo využít a vpadnout pruským dragounům do zad, čímž je přinutili se obrátit. Znovuzformovaná rakouská vojska pak za podpory silné palby dělostřelectva z Keilova vrchu donutila Prusy k ústupu. Nepodařilo se jim však přejít do rázného protiútoku, naopak – nově povolaní pruští husaři dokázali ústup svých druhů zastavit a přejít s nimi do protiútoku. Následující jezdecký střet patrně celou bitvu rozhodl, když byly rakouské eskadrony přinuceny ustoupit. Situaci nezvrátil ani bodákový střet granátníků a jedenáct pruských praporů zteklo rakouskou linii a dobylo ji. V 11 hodin byla bitva rozhodnuta a rakouská vojska vyklízela prostor ve směru na Rochlici.
Bitvu ještě mohl pro Rakousko zachránit hrabě Macquire a jeho dva dragounské a jeden pěší pluk, kteří přepadli Chrastavu a tím také pruské týlové jednotky. Zpočátku se zdálo, že Rakušané uspějí a dokonce se jim podařilo začít rabovat pruské zásobovací vozy, pak je ale zatlačily zpět dva pruské prapory a Macquire se musel stáhnout zpět do Jablonného, kde se spojil s ustupující armádou.

## Výsledky střetu
V bitvě zahynulo nebo bylo zraněno 25 rakouských a 30 pruských důstojníků, 849 rakouských a 625 pruských vojínů. Pruští ranění byli ošetřování na libereckém zámku a okolních budovách. Těla prostých vojáků byla pohřbena v hromadných hrobech na úbočí Ještědu, důstojníci v Liberci.
Pruská vojska se po svém vítězství přesunula k Praze, kterou oblehla a z Čech byla přinucena se stáhnout až po bitvě u Kolína (18. června). Prostor bitvy je dnes zastavěn, střet připomíná název ulice Na Bojišti. Někdejší pomník u kostela v Janově Dole se do dnešních dní nezachoval.